# Justo José Banquerí
Justo José Banquerí Romero (Torvizcón, Granada, 26 de diciembre de 1773 – Madrid, 28 de abril de 1847) fue un abogado y político español.

## Biografía
Se graduó en leyes canónicas en 1797 en la Universidad de Granada. Trabajó como oficial de la Secretaría de Hacienda y de 1820 a 1822 fue diputado por Granada. Entre otras intervenciones parlamentarias, propuso la unificación de las unidades de pesos y medidas de España.
En 1826 fue nombrado presidente de la Junta de Aranceles. Trabajó en el Consejo Real de España y las Indias, y en 1845 fue elegido académico de la Real Academia de la Historia, de la que ya era supernumerario desde 1845.